# Andrew Fletcher
Andrew John Leonard (Andy) Fletcher, bijgenaamd Fletch, (Nottingham, 8 juli 1961 – Brighton, 26 mei 2022) was een Brits muzikant en lid van Depeche Mode.

## Levensloop
Fletcher werd op 8 juli 1961 als oudste van vier kinderen geboren in een gezin in Nottingham. Zijn vader, een ingenieur, kreeg een baan aangeboden in een sigarettenfabriek in Basildon, en het gezin verhuisde naar Essex. In Basildon werd Fletcher jeugdvrienden met Vince Clarke en Alison Moyet, die later samen de band Yazoo zouden vormen.
Fletcher begon zijn loopbaan als bassist in de band No Romance in China, samen met schoolvriend Clarke. De band richtte zich qua stijl op The Cure. In 1979 ruilde Fletcher de bas om voor een synthesizer en richtte samen met Clarke en Martin Gore de band Composition of Sound op. Nadat Dave Gahan als zanger toetrad tot de band werd de naam gewijzigd in Depeche Mode.
Depeche Mode maakte aanvankelijk met synthesizers gemaakte electropopmuziek. Het eerste album was Speak and spell, met de Britse hitsingles New life en Just can't get enough in 1981. Depeche Mode verkreeg daarna internationale bekendheid.

## Privéleven en overlijden
Fletcher was getrouwd en had twee kinderen. Hij overleed plotseling op 26 mei 2022 op 60-jarige leeftijd. Depeche Mode bracht een maand later naar buiten dat de doodsoorzaak een aortadissectie was.
- Bibsys: 6008966
- Gemeinsame Normdatei: 1069608238
- International Standard Name Identifier: 0000 0001 3097 3346
- Library of Congress Control Number: no2024098989
- MusicBrainz: 0042aa4d-a972-4a2a-b7cf-8044d09bbc67
- Nationale Bibliotheek van Tsjechië: ola2002151962
- Virtual International Authority File: 6281149296287180670004